# 62ª Armata
La 62ª Armata (in russo 62-я армия?, 62-ja armija), fu una formazione dell'Armata Rossa che divenne famosa a livello mondiale per la sua tenace e vittoriosa difesa della città di Stalingrado nella fase più importante della seconda guerra mondiale sul Fronte orientale.
Attivata frettolosamente dalla 7ª Armata di riserva nell'estate 1942 per fermare l'apparentemente inarrestabile avanzata della 6. Armee tedesca verso la città sul Volga, la 62ª Armata pur dopo aver subito inizialmente pesanti perdite e aver dovuto ripiegare fino all'area urbana di Stalingrado, riuscì a difendere con straordinario accanimento le sue ultime posizioni a ovest del Volga. Per due mesi l'armata, guidata con grande energia dal suo famoso comandante, il generale Vasilij Čujkov, respinse i continui attacchi della 6. Armee tedesca e inflisse al nemico, nel corso dei drammatici combattimenti urbani nelle rovine di Stalingrado, perdite debilitanti, guadagnando tempo in attesa della grande controffensiva sovietica che avrebbe capovolto completamente l'esito della battaglia e della guerra.
Dopo la fine della battaglia di Stalingrado, la 62ª Armata ricevette la denominazione onorifica di 8ª Armata delle guardie e, sempre al comando del generale Čujkov, rimase in combattimento fino alla fine della guerra, distinguendosi ancora nella liberazione di Dnepropetrovsk, Zaporož'e e Odessa, e soprattutto nell'avanzata in Polonia e in Germania e nella battaglia di Berlino.

## Storia della 62ª Armata

### Dalla 7ª Armata di riserva alla 62ª Armata
Dopo le catastrofiche sconfitte della fase iniziale dell'operazione Barbarossa e la drammatica campagna invernale 1941-42, Stalin e l'alto comando sovietico, lo Stavka, decisero di costituire ingenti forze di riserva nelle lontane retrovie da preparare ed equipaggiare metodicamente in preparazione della nuova campagna estiva del 1942. Stalin mantenne strettamente il controllo di queste forti riserve segrete sulle quali egli faceva conto in caso di nuovi sviluppi disastrosi sul fronte combattente.
La costituzione delle forze di riserva venne accelerata a partire dalla fine di maggio 1942 subito dopo le prime disastrose battaglie a Char'kov e in Crimea; il 1 giugno 1942 l'Armata Rossa aveva già costituito una armata carri e sette armate di riserva; il 1 luglio 1942 erano organizzate e in fase di equipaggiamento in totale due armate carri e dieci armate di riserva. Una delle dieci armate di riserva in approntamento nelle retrovie era la cosiddetta 7ª Armata di riserva che, al comando del generale Vladimir Yakovlevič Kolpakči, era raggruppata nell'area intorno alla grande città sul Volga di Stalingrado.
L'andamento iniziale dell'operazione Blu, la grande offensiva estiva della Wehrmacht sferrata il 28 giugno 1942, fu disastroso per i sovietici; già dopo una settimana di combattimenti, lo sfondamento tedesco nel settore di Voronež provocò un crollo del fronte sovietico e aprì la strada per una profonda penetrazione delle Panzer-Division del Gruppo d'armate Sud in direzione della grande ansa del fiume Don. Le forze sovietiche di prima linea furono distrutte o dovettero battere rapidamente in ritirata verso est senza poter opporre valida resistenza; Stalin e l'alto comando sovietico furono costretti la notte del 9 luglio 1942 a prendere provvedimenti strategici decisivi per sbarrare il passo alle truppe tedesche. Il dittatore decise di mobilitare tre armate di riserva per costituire un nuovo fronte difensivo lungo il corso del Don e fermare a tutti i costi l'avanzata nemica che sembrava mettere in pericolo anche la regione di Stalingrado. La 7ª Armata di riserva fu una delle tre armate mobilitate rapidamente da Stalin; la formazione prese il nuovo nome ufficiale di 62ª Armata e ricevette la missione di avanzare con la massima urgenza da Stalingrado fino alla grande ansa del Don per bloccare il nemico ed entrare in collegamento con la 63ª Armata, la vecchia 5ª Armata di riserva, in movimento da nord, e la 64ª Armata, la vecchia 1ª Armata di riserva, in arrivo da sud. Il 12 luglio Stalin raggruppò tutte le forze in fase di movimento verso l'ansa del Don, compresa la 62ª Armata, nel nuovo "Fronte di Stalingrado" affidato inizialmente al maresciallo Semën Timošenko e quindi al generale Vasilij Nikolaevič Gordov. Il 17 luglio 1942 ebbe inizio la battaglia di Stalingrado con i primi contatti tra le avanguardie della 6. Armee tedesca del generale Friedrich Paulus e i reparti in afflusso della 62ª Armata.

### Battaglia fino alle porte di Stalingrado
L'armata affidata al generale Kolpakči era formata da soldati giovani, aggressivi e decisi a battersi, ma non disponeva di forze sufficienti per contrastare in modo efficace i tedeschi; la 62ª Armata era stata costituita in fretta con sei divisioni, in maggioranza inesperte tranne la 33ª Divisione fucilieri della Guardia, rafforzate da una brigata corazzata e soprattutto da dieci reggimenti di artiglieria. Con queste deboli forze, dotate di scarsi mezzi motorizzati, il generale Kolpakči doveva difendere un settore di circa 150 chilometri completamente scoperto e con precari collegamenti sulle ali.

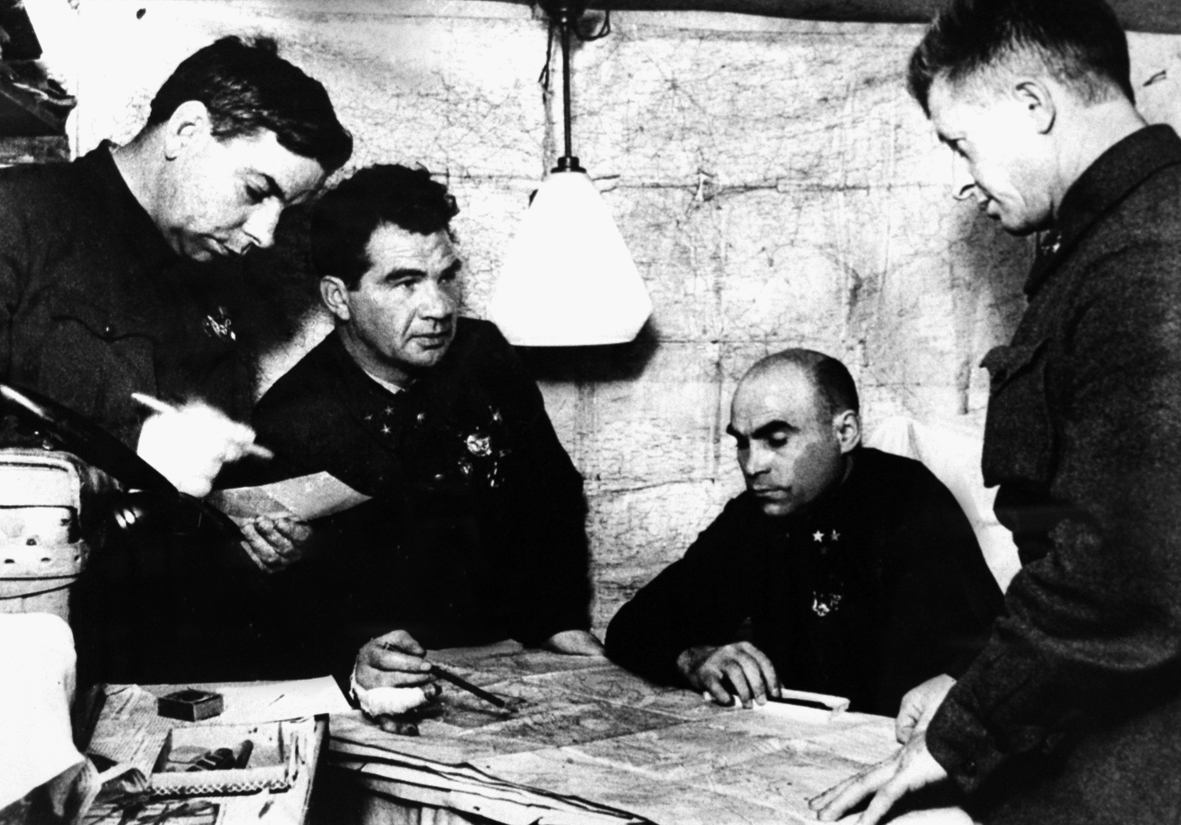
I capi della 62ª Armata a Stalingrado; da sinistra: il capo di stato maggiore Nikolaj Ivanovič Krylov, il comandante in capo Vasilij Ivanovič Čujkov, il commissario capo Kuzma Gurov e il comandante della 13ª Divisione fucilieri della Gaurdia Aleksandr Rodimcev.

Le prime fasi della battaglia di Stalingrado furono estremamente difficili per le deboli forze della 62ª Armata; dopo alcuni scontri tra le avanguardie, i tedeschi sferrarono l'offensiva principale il 23 luglio 1942 contro il fianco destro sovietico e, nonostante l'accanita difesa delle truppe dell'armata, riuscirono a aggirare e circondare, tra i villaggi di Kalmykov e Verchne Buzinovka, due divisioni e una brigata corazzata sovietica; il 26 luglio le unità tedesche di punta raggiunsero la riva occidentale del Don. I sovietici tuttavia non rinunciarono a battersi; le divisioni accerchiate, guidate dal colonnello Zuravlev, continuarono a resistere, mentre l'alto comando fece intervenire forti riserve corazzate per contrattaccare in supporto della 62ª Armata in difficoltà. I contrattacchi delle formazioni corazzate continuarono per alcuni giorni da nord e da est ma non raggiunsero risultati decisivi a causa di errori tattici, di carenze logistiche e della confusione nei comandi; i tedeschi respinsero gli attacchi e poterono riprendere la pressione contro la 62ª Armata. Stalin, estremamente irritato per gli insuccessi, decise il 29 luglio di destituire il generale Kolpakči che venne sostituito dal generale Anton Ivanovič Lopatin.
La situazione della 62ª Armata continuò a peggiorare nelle settimane seguenti nonostante le esortazioni di Stalin e dello Stavka di resistere a tutti i costi; dopo alcuni giorni di pausa per riorganizzare il suo schieramento, il generale Paulus riprese l'offensiva nella grande ansa del Don il 7 agosto 1942 e, con un'abile manovra a tenaglia delle sue unità corazzate, riuscì a chiudere il 9 agosto 1942 un nuovo accerchiamento a Kalač. Quattro divisioni della 62ª Armata rimasero in trappola a ovest del Don, mentre altre due divisioni cercavano di contrattaccare per sbloccare le forze accerchiate.
Le divisioni della 62ª Armata tuttavia non si fecero prendere dal panico; i reparti accerchiati si trincerarono e opposero tenace resistenza, infliggendo forti perdite ai tedeschi; infine dall'11 agosto i superstiti si sganciarono in direzione del Don che venne superato su mezzi di fortuna dai sopravvissuti delle quattro divisioni accerchiate che trovarono scampo sulla riva orientale dove il generale Lopatin aveva concentrato alcune divisioni di riserva inviate dallo Stavka.

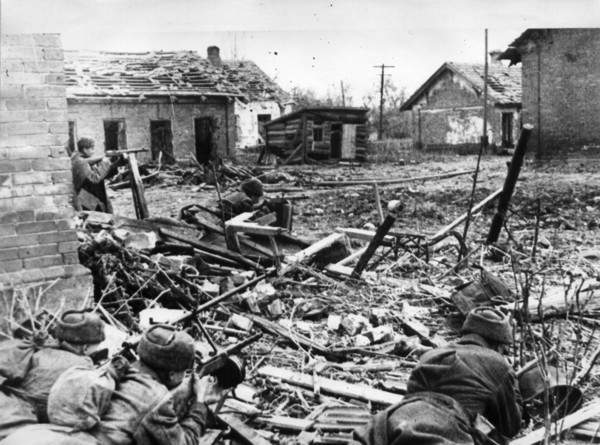
Soldati della 62ª Armata in combattimento nella periferia di Stalingrado.

I tedeschi impiegarono molti giorni per rastrellare la grande ansa del Don e per costituire posizioni di partenza per l'avanzata finale in direzione della città strategica di Stalingrado, ma quando la 6. Armee riprese l'offensiva il 23 agosto 1942 la 62ª Armata nonostante i continui rinforzi non fu assolutamente in grado di fermare la marcia delle truppe corazzate nemiche che raggiunsero subito le rive del Volga a nord della città. Il generale Andrej Ivanovič Erëmenko, nuovo comandante dal 9 agosto del "Fronte di Stalingrado", contrattaccò con grande aggressività a nord e a sud del corridoio dei panzer e riuscì a bloccare temporaneamente l'avanzata, ma lentamente la 62ª Armata dovette ripiegare pur opponendo tenace resistenza, verso l'area urbana di Stalingrado, distesa per 40 chilometri lungo la riva occidentale del Volga. Il 10 settembre 1942 i superstiti erano ormai schierati all'immediata periferia della città, isolati a nord dall'avanzata tedesca, con le spalle al fiume e tagliati fuori anche a sud da una seconda puntata nemica nel sobborgo di Kuporosnoe. Il generale Lopatin, scoraggiato e depresso, aveva ritenuto impossibile difendere Stalingrado, ma Stalin, l'alto comando e il generale Erëmenko erano invece assolutamente decisi a organizzare una decisiva resistenza e non cedere la città. Il generale Lopatin venne destituito il 3 settembre e prese il suo posto temporaneamente il capo di stato maggiore della 62ª Armata, il capace e preparato generale Nikolaj Ivanovič Krylov, veterano dell'assedio di Sebastopoli ed esperto di combattimenti in aree urbane.

### L'epopea della 62ª Armata a Stalingrado
La sera del 12 settembre 1942 arrivò a Stalingrado il nuovo comandante definitivo della 62ª Armata, il generale Vasilij Ivanovič Čujkov che il giorno prima era stato convocato al comando del "Fronte di Stalingrado" e aveva ricevuto l'ordine di resistere ad oltranza; Čujkov, tenace e determinato, diede subito prova di grande decisione e insieme al generale Krylov e al commissario capo dell'armata, l'austero e brutale Kuzma Akimovič Gurov, organizzò e diresse personalmente la difesa della città dai suoi quartier generali in prima linea. La 62ª Armata era in deplorevoli condizioni al momento dell'assunzione del comando da parte del generale Čujkov; le divisioni originarie dell'armata e gran parte dei rinforzi erano state praticamente distrutte nei micidiali combattimenti nell'ansa del Don e nel corridoio Don-Volga e gli effettivi erano ridotti a soli 20.000 uomini con meno di 60 carri armati, suddivisi nei resti di tre divisioni e alcune deboli brigate.

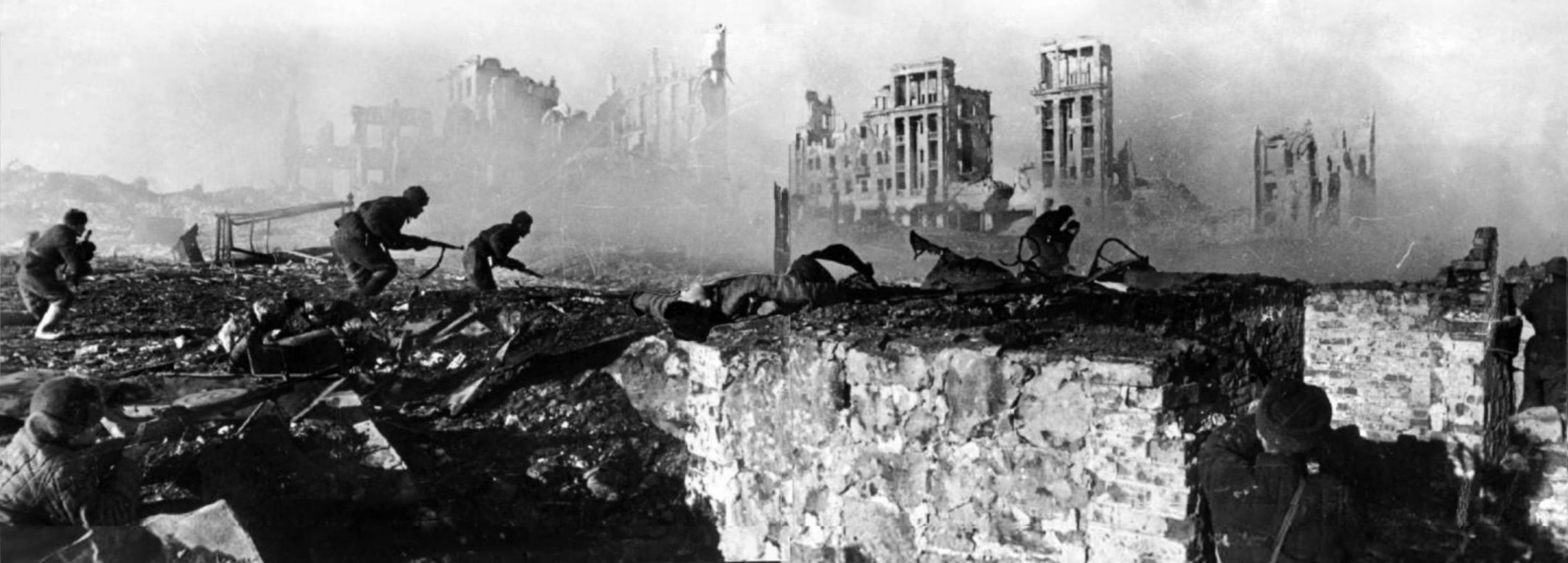
I soldati della 13ª Divisione fucilieri della Guardia contrattaccano a Stalingrado.

La posizione della 62ª Armata era straordinariamente critica: isolata a nord e a sud e addossata al Volga poteva ricevere rinforzi, vettovagliamento ed equipaggiamento solo per mezzo dei traghetti che attraversavano il fiume sotto le bombe della Luftwaffe tedesca; priva di reale sostegno da parte dell'aviazione sovietica, era esposta ai continui attacchi aerei nemici. Il generale Čujkov era consapevole delle enormi difficoltà ma ritenne possibile la resistenza, contando sul tempestivo arrivo di rinforzi e sul contributo della potente artiglieria dell'armata che era rimasta ad est del Volga. Egli inoltre era determinato ad organizzare una battaglia urbana ad oltranza nell'abitato e nell'area industriale di Stalingrado per logorare in scontri ravvicinati la fanteria e i mezzi corazzati tedeschi; il generale inoltre decise sferrare continui contrattacchi, in particolare di notte, per guadagnare tempo e scuotere il morale del nemico.
A partire dal 13 settembre 1942 ebbero quindi inizio i drammatici combattimenti nella città di Stalingrado che sarebbero continuati con estrema violenza per due mesi senza interruzioni. Il generale Paulus impiegò le sue migliori divisioni per annientare la 62ª Armata e conquistare Stalingrado ormai in macerie sotto i bombardamenti. Fin dal primo giorni gli scontri furono estremamente accaniti e sanguinosi; il 14 settembre le unità di punta tedesche raggiunsero il centro della città e sfondarono fino al Volga mettendo in grave pericolo lo stesso quartier generale sovietico, ma il generale Čujkov contrattaccò con l'aiuto dell'esperta 13ª Divisione fucilieri della Guardia, del generale Aleksandr Rodimcev traghettata d'urgenza nella notte attraverso il fiume, e riuscì a bloccare l'avanzata nemico riguadagnando parte del terreno perduto. Nei giorni seguenti mentre le deboli divisioni rimaste bloccate nei quartier meridionali si battevano strenuamente fino all'ultimo nell'area del famoso silo del grano, nel centro della città il generale Čujkov riuscì a stabilizzare temporaneamente la situazione e mantenne il possesso dell'imbarcadero principale e del Mamaev Kurgan, una collina strategica con un tumulo sepolcrale, grazie all'arrivo di altre divisioni veterane, la 284ª Divisione fucilieri e la 95ª Divisione fucilieri, che mostrarono grande determinazione nei combattimenti ravvicinati. Entro la fine di settembre tuttavia i tedeschi, grazie ad una netta superiorità di mezzi e di potenza di fuoco completarono la conquista dei quartieri meridionali e progredirono a nord in direzione dei quartieri operai.

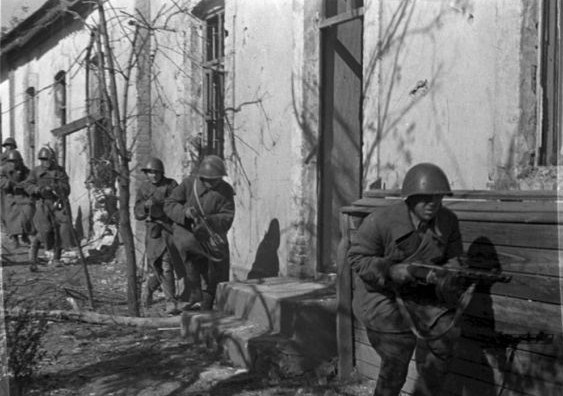
Un gruppo d'assalto (sturmovyye gruppy) della 62ª Armata in azione nelle rovine di Stalingrado.

Nonostante la progressiva riduzione del territorio nell'area urbana della città e le fortissime perdite, la 62ª Armata tuttavia riuscì a mantenere l'iniziativa tattica dei combattimenti, logorando lentamente la potenza offensiva delle divisioni tedesche; le divisioni d'assalto inviate al generale Čujkov, otto divisioni in totale nel corso dell'intera battaglia, guidate da capi molto energici come i generali Nikolaj Batjuk, Aleksandr Rodimcev, Vasilij Akimovič Gorišnij, Stepan Savelevič Gurjev e Leontij Nikolaevič Gurt'ev, mostrarono un elevato morale e grande abilità e aggressività negli scontri corpo a corpo in aree ristrette. Il generale Čujkov adottò efficaci tattiche di combattimento, basate sui "gruppi d'assalto" (sturmovyye gruppy) e sulle cosiddette "fortezze", bastioni fortificati in edifici in rovina, che scossero il morale dei soldati tedeschi ed esaurirono la forza del nemico. Nella 62ª Armata divennero celebri nei tragici giorni della battaglia alcuni coraggiosi soldati, come il tenente Anton Kuzmič Dragan, il sergente Jakov Fedotovič Pavlov, protagonista della celebre difesa prolungata della "casa di Pavlov", e famosi cecchini, come il tenente Vasilij Grigor'evič Zajcev; la propaganda sovietica esaltò la resistenza dell'armata a Stalingrado e le imprese dei suoi soldati.

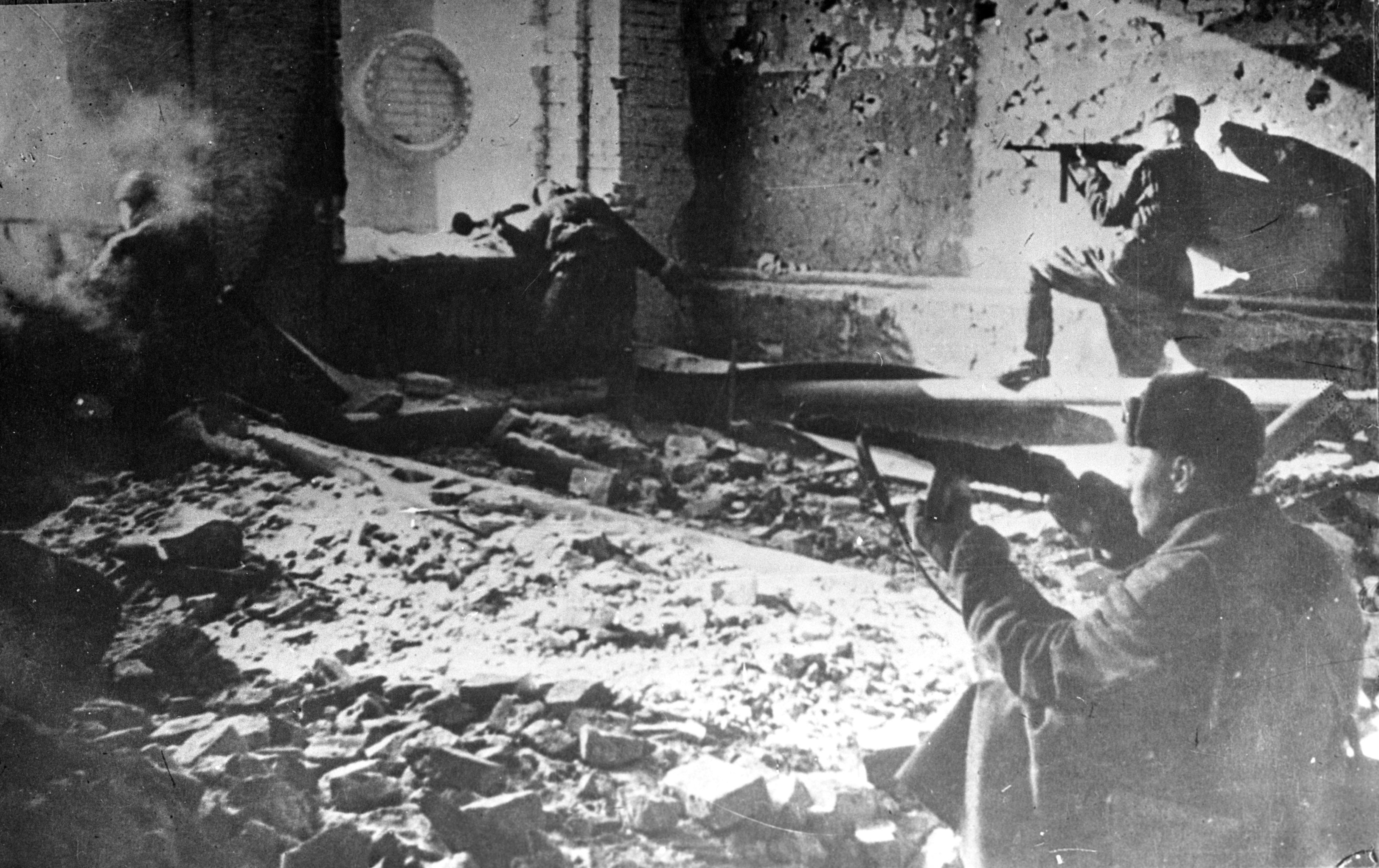
Soldati sovietici della 39ª Divisione fucilieri della Guardia in combattimento nelle rovine.

Nelle prime settimane di ottobre 1942 i tedeschi ripresero gli attacchi in forze per debellare finalmente la resistenza e conquistare i quartieri settentrionali delle grandi fabbriche; con l'aiuto di importanti rinforzi, il generale Paulus guadagnò terreno a nord e il 14 ottobre sferrò l'attacco contro la fabbrica dei trattori difesa dalla 37ª divisione della Guardia del generale Žoludev appena traghettata attraverso il Volga. I combattimenti per i quartieri industriali furono i più accaniti e sanguinosi della battaglia, il generale Čujkov si trovò in situazioni di estrema difficoltà e dovette ripetutamente trasferire il suo quartier generale avanzato esposto agli attacchi nemici; la divisione del generale Žoludev venne distrutta e i tedeschi occuparono la fabbrica di trattori, ma nei giorni seguenti, la 62ª Armata riuscì ancora una volta a fermare l'avanzata verso le altre fabbriche. L'intervento della veterana 39ª Divisione fucilieri della Guardia e della 138ª Divisione fucilieri del generale Ivan Ljudnikov permise di difendere le fabbriche "Barricata" e "Ottobre rosso", mentre contemporaneamente le esperte divisioni di Batjuk, Gorisnij e Rodmicev infliggevano pesanti perdite alla fanteria tedesca nel corso di violentissimi e brutali scontri ravvicinati nelle rovine, nella rete fognaria o negli impervi valloni che davano accesso al fiume. I soldati della 62ª Armata mantennero con successo le loro posizioni nel centro cittadino e sull'aspramente conteso Mamaev Kurgan.
Nella seconda settimana di novembre il generale Paulus, nonostante i ripetuti insuccessi e l'evidente esaurimento delle sue truppe, diede inizio alla terza serie di grandi attacchi contro le fabbriche e tutti i settori della città ancora difesi dai sovietici. L'offensiva tedesca diede origine a una nuova fase di combattimenti della massima intensità; la 62ª Armata dovette affrontare una nuova, grave crisi, alcune divisioni vennero decimate o isolate, ma il generale Čujkov passò presto al contrattacco e mantenne il possesso della fabbrica "Ottobre rosso", mentre nel settore centrale le divisioni più efficienti dell'armata continuavano a difendere il Mamaev Kurgan e la riva del Volga. Alla metà del mese di novembre la situazione della 62ª Armata tuttavia appariva ancor più difficile, l'area di Stalingrado ancora occupata era ormai limitatissima e l'imminente congelamento del Volga faceva prevedere enormi difficoltà nel trasporto dei rifornimenti per le divisioni asserragliate nelle rovine. In realtà la 62ª Armata aveva invece già ottenuto una vittoria strategica decisiva; grazie al coraggio e alla tenacia dei suoi soldati, l'armata aveva indebolito gravemente le migliori divisioni tedesche e guadagnato tempo per permettere a Stalin e allo Stavka di organizzare le forze necessarie a scatenare la grande controffensiva generale che infatti ebbe inizio il 19 novembre 1942.

### Vittoria finale a Stalingrado
L'operazione Urano, l'offensiva generale dell'Armata Rossa a nordovest e a sud di Stalingrado, raggiunse in pochi giorni risultati straordinari: le truppe "satelliti" rumene vennero sbaragliate e le formazioni corazzate sovietiche avanzarono in profondità, travolsero le retrovie dell'Asse e già il 23 novembre chiusero la gigantesca manovra a tenaglia che permise l'accerchiamento dell'intero raggruppamento di forze tedesche della 6. Armee, comprese tutte le divisioni in combattimento nell'area di Stalingrado contro la 62ª Armata. 

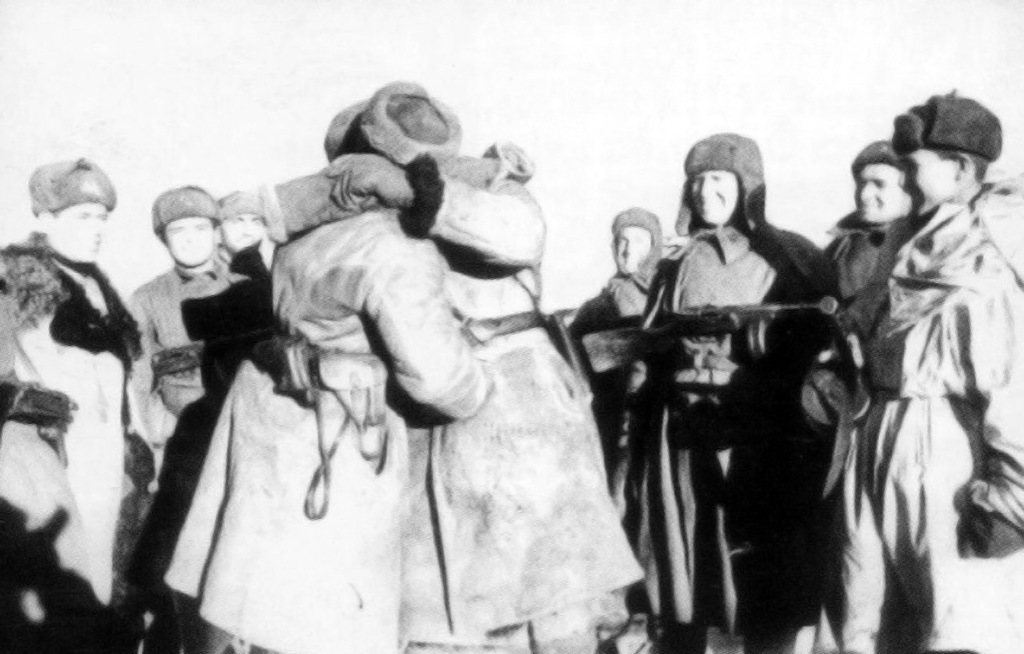
L'incontro il 26 gennaio 1943 tra i reparti della 62ª Armata e quelli della 21ª Armata.

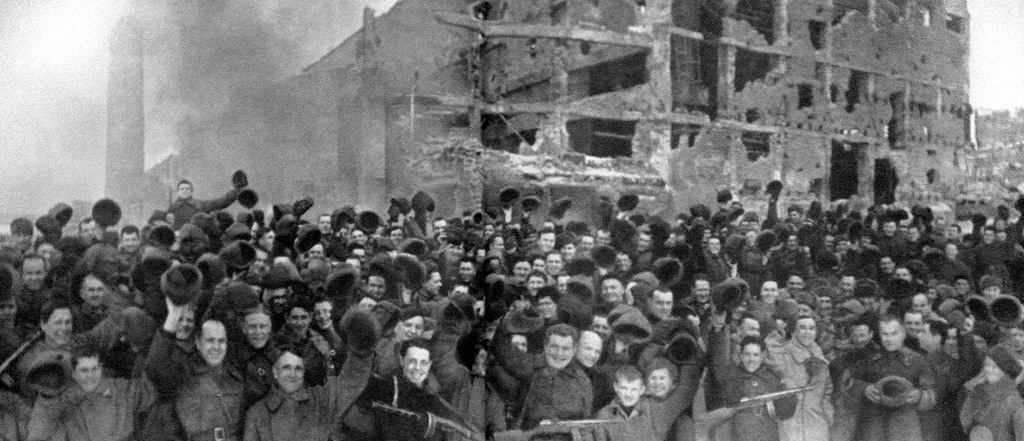
I soldati della 95ª Divisione fucilieri festeggiano dopo la vittoria a Stalingrado.

Questo brillante e sorprendente successo tuttavia inizialmente non portò benefici radicali per le divisioni del generale Čujkov. I reparti della 62ª Armata parteciparono all'operazione Urano contrattaccando in tutti i settori per agganciare le truppe tedesche ma non poterono ottenere grandi risultati; alcune unità ripresero contatto a nord con il fronte principale ma nel complesso la 62ª Armata rimase isolata nella sua angusta testa di ponte sul Volga con persistenti difficoltà di rifornimento. Mentre nella steppa del Don nei mesi di novembre e dicembre si succedevano attacchi e contrattacchi tra le forze mobili dei due schieramenti, la 62ª Armata dovette continuare a combattere nelle rovine di Stalingrado una insidiosa e sanguinosa guerra di agguati e imboscate contro le divisioni tedesche della 6. Armee che, secondo gli ordini ricevuti, rimasero schierate fino alla fine nell'area urbana della città e difesero accanitamente le posizioni raggiunte in precedenza.
A partire dalla seconda metà di dicembre 1942. la situazione dei rifornimenti della 62ª Armata migliorò dopo il completo congelamento del Volga, mentre al contrario le divisioni tedesche presenti nella città si indebolirono progressivamente a causa della critica situazione strategica della 6. Armee accerchiata, del clima sempre più rigido e delle carenze del rifornimento aereo fornito dalla Luftwaffe. Finalmente il 10 gennaio 1943, dopo il fallimento del tentativo tedesco di sbloccare le truppe della 6. Armee accerchiate nella grande sacca tra Stalingrado e il Don, l'Armata Rossa diede inizio alla fase finale della battaglia, sferrando l'operazione Anello, l'offensiva generale da ovest verso est delle armate del "Fronte del Don" del generale Konstantin Konstantinovič Rokossovskij. Mentre le armate sovietiche avanzavano lentamente, annientando progressivamente le esauste truppe tedesche schierate nei lati occidentali e meridionali della sacca, la 62ª Armata riprese i suoi costosi attacchi nell'area urbano di Stalingrado, riguadagnando, nonostante l'ostinata resistenza, alcune posizioni nelle grandi fabbriche, nel centro cittadino e nell'area del Mamaev Kurgan.

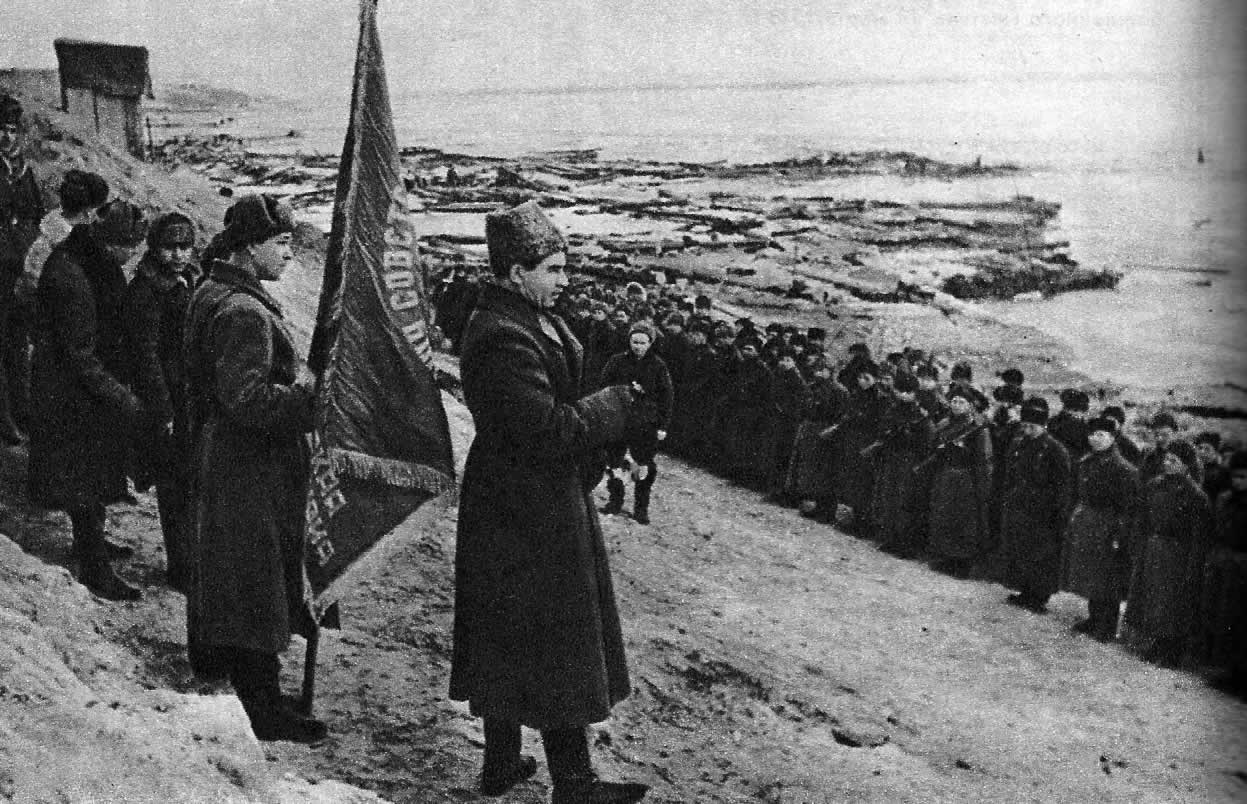
Il generale Čujkov parla a un reparto della 62ª Armata al termine della battaglia di Stalingrado.

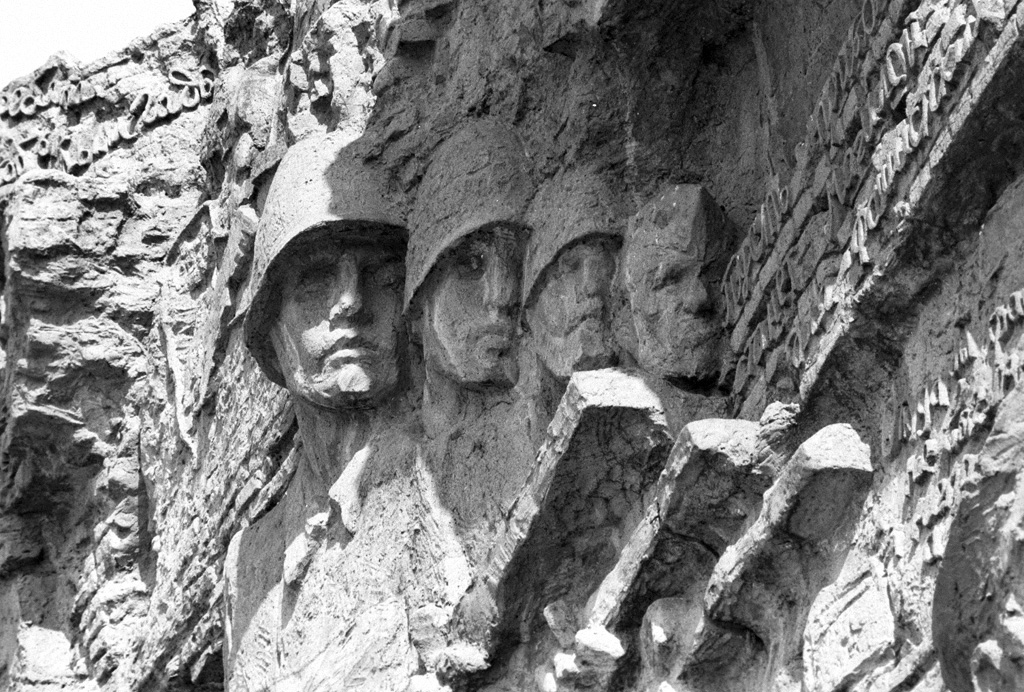
Bassorilievo nel complesso monumentale di Volgograd, dedicato agli "eroi della battaglia di Stalingrado".

Il 26 gennaio 1943 avvenne finalmente il ricongiungimento nel settore a ovest del Mamaev Kurgan delle armate sovietiche provenienti da ovest con la 62ª Armata che aveva ripreso ad avanzare da est; l'emozionante momento segnava la fine dei mesi di isolamento dell'armata e coronava lo straordinario successo dei suoi soldati. La sacca della 6. Armee tedesca era ormai divisa in due parti e i reparti superstiti davano segno di disgregazione; la resistenza tedesca si esaurì entro pochi giorni; la 62ª Armata partecipò anche agli ultimi combattimenti per distruggere i residui nuclei di resistenza nel settore centrale della città e nelle grandi fabbriche; il feldmaresciallo Friedrich Paulus si arrese ai reparti della 64ª Armata, ma anche l'armata del generale Čujkov catturò molti prigionieri tra cui importanti ufficiali superiori delle divisioni accerchiate, come i generali comandanti del IV e del LI Corpo d'armata, generali Max Pfeffer e Walther von Seydlitz-Kurzbach. Il 2 febbraio 1943 la battaglia di Stalingrado terminò con la completa vittoria sovietica.
Dopo la fine dei combattimenti sul Volga, la 62ª Armata, estremamente provata dalla battaglia, rimase per circa un mese nell'area di Stalingrado dove ricevette nuovo equipaggiamento e armamenti ed ebbe modo di riposarsi e riorganizzarsi; Stalin e l'alto comando sovietico riconobbero l'eccezionale valore dimostrato dall'armata: oltre a numerosi riconoscimenti individuali, quasi tutte le divisioni ricevettero il titolo onorifico di unità "della Guardia". La 62ª Armata stessa cambiò nome e il 16 aprile 1943 divenne ufficialmente l'8ª Armata della Guardia; il generale Čujkov, protagonista della vittoria, rimase al comando dell'armata che in aprile 1943 venne trasferita su convogli ferroviari verso ovest in direzione del fronte sul Donec per riprendere la sua partecipazione alla guerra.

## Ordini di battaglia della 62ª Armata

### All'inizio della battaglia di Stalingrado
- 33ª Divisione fucilieri della Guardia (colonnello Fëdor Alexandrovič Afanasev poi colonnello Alexander Utvenko, ritirata dall'ordine di battaglia il 21 settembre 1942
- 147ª Divisione fucilieri (maggior generale Volchin), ritirata dall'ordine di battaglia il 30 agosto 1942
- 181ª Divisione fucilieri (maggior generale Novikov), ritirata dall'ordine di battaglia il 15 agosto 1942.
- 184ª Divisione fucilieri (colonnello Samuil Koyda), ritirata dall'ordine di battaglia il 15 settembre 1942.
- 192ª Divisione fucilieri (colonnello Zakharčenko, poi tenente colonnello Talančev poi colonnello Žuravlev), ritirata dall'ordine di battaglia il 25 agosto 1942.
- 196ª Divisione fucilieri (tenente colonnello Averin poi colonnello Ivanov), ritirata dall'ordine di battaglia il 28 agosto 1942.
- 40ª Brigata carri.

### All'inizio dei combattimenti nella città di Stalingrado
- 112ª Divisione fucilieri "Sologub" (colonnello Elmokin)
- 10ª Divisione NKVD (maggior generale Saraev)
- 35ª Divisione fucilieri della Guardia (colonnello Vasilij Dubjanskij), ritirata dall'ordine di battaglia il 28 settembre 1942.
- 95ª Divisione fucilieri (maggior generale Vasilij Akimovič Gorišnij)
- "Gruppo Gorochov" (colonnello Sergej Federovič Gorochov)
  - 124ª Brigata fucilieri
  - 149ª Brigata fucilieri
- 115ª Brigata fucilieri
- 2ª Brigata motorizzata fucilieri
- 38ª Brigata motorizzata fucilieri
- 42ª Brigata fucilieri
- 10ª Brigata fucilieri
- 6ª Brigata carri della Guardia
- 23º Corpo carri (maggior generale A. F. Popov)

### Rinforzi assegnati alla 62ª Armata nel corso della battaglia di Stalingrado
- 13ª Divisione fucilieri della Guardia (maggior generale Aleksandr Rodimcev) a partire dal 14-15 settembre 1942
- 92ª Brigata fucilieri di marina (colonnello P.I. Tarasov), a partire dal 17 settembre 1942
- 137ª Brigata carri (tenente colonnello K.S. Udovičenko), a partire dal 17 settembre 1942
- 284ª Divisione fucilieri (colonnello Nikolaj Batjuk), a partire dal 23 settembre 1942
- 193ª Divisione fucilieri (maggior generale Fëdor Nikandrovič Smekhotvorov, a partire dal 28 settembre 1942
- 39ª Divisione fucilieri della Guardia (maggior generale Stepan Savelevič Gurjev), a partire dal 30 settembre 1942
- 308ª Divisione fucilieri (colonnello Leontij Nikolaevič Gurt'ev), a partire dal 1 ottobre 1942
- 84ª Brigata carri {tenente colonnello D.N. Bëlov), a partire dal 4 ottobre 1942
- 37ª Divisione fucilieri della Guardia (maggior generale Viktor Grëgorevič Žoludev), a partire dal 3 ottobre 1942
- 138ª Divisione fucilieri (colonnello Ivan Ljudnikov), a partire dal 15 ottobre 1942
- 45ª Divisione fucilieri (colonnello Vasilij Sokolov), a partire dal 30 ottobre 1942

## Comandanti della 62ª Armata
- Maggior generale Vladimir Yakovlevič Kolpakči: giugno 1942-29 luglio 1942
- Tenente generale Anton Ivanovič Lopatin: 29 luglio 1942-3 settembre 1942
- Maggior generale Nikolaj Ivanovič Krylov (ad interim): 3-12 settembre 1942
- Tenente generale Vasilij Ivanovič Čujkov: 12 settembre 1942-16 aprile 1943